# Hutch Dano
Hutchings Royal Dano mais conhecido como Hutch e Farenheit 51 (Santa Mônica, 21 de maio de 1992), é um Ator e rapper norte-americano que ficou mais conhecido por interpretar o skatista Zeke na série Zeke e Luther do canal Disney XD.
Filho do ator Rick Dano e neto do também ator Royal Dano, seu primeiro trabalho foi Zeke e Luther e antes de atuar na série, ele trabalhava em uma loja de skates. Também fez uma participação especial em Zack e Cody Gêmeos a Bordo como Moose (Alce no Brasil) o ex-namorado de Bailey Pickett (Debby Ryan). Em 2010, gravou um filme com Selena Gomez chamado Ramona and Beezus, interpretando Henry Huggins, garoto apaixonado por Beezus, personagem interpretado por Selena. Nos Estados Unidos, o filme já estreou e no Brasil está previsto para estrear em 2011. Hutch surfa e anda de skate desde pequeno, por isso não foi difícil interpretar um skatista em Zeke e Luther. Já participou de 3 clipes, interpretando Zeke/Ele mesmo. O primeiro em 2009 chamado U Can't Touch This um remix mais moderno da música do rapper MC Hammer gravado por Daniel Curtis Lee e Adam Hicks. Teve participações especiais de Chelsea Staub e Brandon Mychal Smith. O segundo em 2010, chamado "In the Summertime", também gravado por Daniel Curtis Lee e Adam Hicks. Teve participações especiais de Dylan e Cole Sprouse, Logan Miller, Mitchel Musso, Doc Shaw, Ryan Whitney Newman, Caitlyn Taylor Love e David Lambert. E o terceiro gravado também em 2010, em comemoração as festas de fim de ano, chamado "Happy Universal Hollidays", foi gravado por Adam Hicks e Ryan Whitney Newman estreando como cantor. 
Em julho de 2010 ele veio ao Brasil ao lado de Adam Hicks para divulgar a segunda temporada de seu seriado, Zeke e Luther, e participou do programa Zapping Zone, dando entrevista para os apresentadores, participando de brincadeiras e no fim, autografando um skate que foi o prêmio da final dos jogos que sempre acontecem no programa, é amigo de Selena Gomez

## Filmografia
| Ano  | Titulo            | Personagem    | Notas                     |
| ---- | ----------------- | ------------- | ------------------------- |
| 2010 | Ramona and Beezus | Henry Huggins | Papel Principal, Completo |
| 2010 | Den Brother       | Alex Pearson  | Papel Principal, Completo |
| 2013 | Zombeavers        | Sam           |                           |

## Televisão
| Ano       | Titulo                      | Personagem             | Notas                  |
| --------- | --------------------------- | ---------------------- | ---------------------- |
| 2009-2010 | Zack & Cody: Gêmeos a Bordo | Moose (Alce no Brasil) | 3 episódios            |
| 2009-2012 | Zeke & Luther               | Zeke Falcone           | Protagonista           |
| 2010      | Zapping Zone                | Ele mesmo              | Participação especial  |
| 2011      | White Collar                | Scott Rivers           | Episodio 6 temporada 3 |
|           |                             |                        |                        |

## Web Séries
| Ano  | Titulo       | Personagem | Notas                     |
| ---- | ------------ | ---------- | ------------------------- |
| 2013 | Breaking Fat | Matt       | 1ª temporada, 4 episódios |

## Video Clipes
| Ano  | Titulo                    | Personagem   | Notas                                             |
| ---- | ------------------------- | ------------ | ------------------------------------------------- |
| 2009 | U Can't Touch This        | Zeke         | Dueto de Adam Hicks com Daniel Curtis Lee         |
| 2010 | In the Summertime         | Zeke         | Dueto de Adam Hicks com Daniel Curtis Lee         |
| 2010 | Happy Universal Hollidays | Ele mesmo    | Dueto de Adam Hicks com Ryan Newman               |
| 2011 | Dueto com Peter & Outros  | Zeke         | Na série Disney Channel Latino America Peter Punk |
| 2013 | Stackin'                  | Farenheit 51 | Carreira solo, produzido por TMVSC                |
| 2013 | I've Been Told            | Farenheit 51 | Carreira solo, produzido por TMVSC                |